# Bengo
Bengo is een van de achttien provincies van Angola en ligt in het noorden van Angola aan de westkust. De provinciale hoofdstad van Bengo is Caxito. In het zuiden grenst Bengo aan de provincie Cuanza Sul. In het oosten grenst Bengo aan de provincie Cuanza Norte, in het noordoosten aan Uíge en in het noorden aan Zaire. De provincie heeft in het westen twee kustlijnen met tussenin de provincie Luanda. Van die provincie werd Bengo in 1985 afgesplitst.

## Gemeenten
- Ambriz
- Nambuangongo
- Dande
- Icolo
- Bengo
- Muxima

## Economie
De landbouw van Bengo brengt katoen, cassave, bonen, bananen, sisal, Papajas, guaves, ananas, koffie, palmolie en suikerriet voort.
Uit de bodem worden kaolien, gips, kwarts, veldspaat, asfalt, kalksteen, ijzer, zwavel en mica gedolven.

## Geboren
- Agostinho Neto (1922-1979), president van Angola (1975-1979)